# Albrecht Haaf
Albrecht Haaf (* 1953 in Freiburg im Breisgau) ist ein deutscher Musiker und Komponist. Er ist mit der Musikerin Jutta Haaf verheiratet.

## Leben und Wirken
Albrecht Haaf studierte Musik mit Hauptfach Klavier an der Hochschule für Musik sowie Musikwissenschaft an der Albert-Ludwigs-Universität in Freiburg. Es folgte ein Aufbaustudium im Fach frühe Musik am Konservatorium in Basel in der Spezialabteilung Schola Cantorum Basiliensis.
Er ist Gründer des Ensembles für frühe Musik „Freiburger Spielleyt“. Mit diesem Ensemble konzertierte er in zahlreichen Konzertreihen innerhalb Europas sowie im Jahr 2002 auch in den USA. Das Ensemble veröffentlichte bislang 12 CDs. TV-Auftritte erfolgten bei der ARD (Weihnachtskonzert 1998 aus dem Freiburger Münster), dem ZDF (Sonntags-Matinée) und dem SWR2 (Adventskalender) sowie Rundfunkmitschnitte durch SWR2 und Deutschlandfunk Kultur aus der Wartburg.
Haaf ist Chorleiter des Kammerchors Müllheim sowie Komponist für Chormusik und veröffentlichte neue Kompositionen für Chor und Arrangements. Er gewann mehrfach verschiedene Kompositionswettbewerbe für Chormusik. 2012 wurde Haaf dreifacher Preisträger beim Kompositionswettbewerb des Chorverbandes Nordrhein-Westfalen. 2013 gewann er im Rahmen des 12. Kompositionswettbewerbs zum Carl-von-Ossietzky-Preis  eine Auszeichnung mit der Komposition Doch unlöblich ist des Menschen Werk für gemischten Chor, Orgel und 2 Schlagzeuger. 2018 sowie erneut 2023 war er  erster Preisträger im Rahmen des „Valentin-Becker-Komponisten-Wettbewerbs“ für die Kompositionen Du bist min, ich bin din für einen gemischten A-cappella-Chor sowie Nicht müde werden nach dem Text von Hilde Domin. Im 33. "Valentin-Becker-Kompositionswettbewerb" war er abermals Preisträger in der Kategorie "Arrangement über ein Song oder ein Volkslied" mit einem neuen Arrangement über "Greensleeves" für 4-stimmigen Frauenchor a cappella. Im Oktober 2020 wurde ihm im Rahmen des „Regensburger Kompositionswettbewerbs 2020“ für seine Vertonung des Shakespear-Poems Winter für Vokalsextett a cappella der 2. Preis zugesprochen. Er ist Träger des „Markgräfler Kunstpreis 2019“. Zwei weitere (dritte) Preise wurden ihm 2020 im Rahmen des Mädchenchorfestivals #SidebySide der Chorakademie Dortmund zugesprochen. Im Jahr 2021 ist er für seine Neuvertonung des Ave-Verum-Corpus-Textes der zweite Preisträger beim „International Composition Competition Ave Verum Baden“.
Zudem war Haaf 33 Jahre lang Leiter der Müllheimer Musikschule.

## Veröffentlichungen (Auswahl)
- Die Made: drei tierische Stücke für gemischten Chor a cappella. Möseler 2007
- Camino de Santiago. Kantate zum Jakobsweg für gem. Chor a cappella und Sprecher. Möseler 2011
- An den Mond. Für gem. Chor a cappella. Schott 2013, ISMN 979-0-001-19267-5 (Suche im DNB-Portal)
- Gelobt sei Gott. Vertonung der ersten Sure aus dem Koran für 5-stimmigen Frauenchor a cappella. Schott 2013, ISMN 979-0-001-19281-1 (Suche im DNB-Portal)
- Bei einer Trauung. Vertonung des Gedichtes von Eduard Mörike für 4-stimmigen Männerchor a cappella. Schott 2013, ISMN 979-0-001-19270-5 (Suche im DNB-Portal)
- Der Herr segne und behüte dich. Vertonung des Segens nach 4.Mose 6, 24–26. Für gemischten Chor a cappella. Schott 2013 (In der Sammlung „Segne und behüte uns.“ Hrsg. Klaus Heizmann, ISBN 978-3-7957-4808-1)
- Salam, Shalom: Give peace to every heart! Text vom Autor. Für gem. Chor a cappella. Schott 2014, ISMN 979-0-001-19556-0 (Suche im DNB-Portal)
- Wunderweiße Nächte. Drei weihnachtliche Stimmungsbilder nach Texten von Rilke und Morgenstern. Für gem. Chor, Querflöte und Klavier. Schott 2014, ISMN 979-0-001-20072-1 (Suche im DNB-Portal)
- Herr, Herr, lehre uns! Variation über Psalm 150 für gem. Chor, Orgel und Percussion. Schott 2015, ISMN 979-0-001-19971-1 (Suche im DNB-Portal)
- So im Vorüberwehn. Zyklus über 5 Gedichte von Hermann Hesse für gem. Chor und Klavier. Schott 2016, ISMN 979-0-001-16176-3 (Suche im DNB-Portal)